# Фитч, Иошуа Герлинг
Иошуа Герлинг Фитч (правильнее Джошуа; (13 Февраль 1824 — 14 июля 1903) — британский учёный-педагог и чиновник в сфере образования.

## Биография
Иошуа Герлинг Фитч родился в Саутарке, окончил среднюю школу Боро-роуд, там же в 1839 году стал младшим и в 1842 году старшим помощником учителя. Спустя два года стал директором школы Кингсленд-Роуд в Далстоне. В свободное от работы время заочно получал высшее образование, в 1850 году получил от Лондонского университета степень бакалавра, в 1852 году — магистра. В том же году поступил на работу в подготовительный колледж Боро-роуд, где вскоре стал заместителем директора, а в 1856 году — директором. С 1861 года писал научные работы по педагогике. В 1863 году был назначен инспектором школ большей части графства Йорк. С 1865 по 1867 год был помощником уполномоченного по оценке качества преподавания в школах Йоркшира, в 1869 году возглавлял такую же комиссию в городах Манчестер, Бирмингем, Ливерпуль, Лидс, с 1870 по 1877 год был помощником инспектора старших школ. С 1877 по 1883 год был инспектором школ Ист-Ламбета, в 1883 году стал инспектором школ всего Восточного округа. С 1885 по 1889 год был инспектором начальных школ для девочек всей Англии и Уэльса, продолжив затем работу на этом посту до 1894 года. В 1895 году был членом ведомственного комитета совета по вопросам образования в промышленных и военно-морских и портовых школ. В 1898—1899 годах состоял председателем совета Общества благотворительности. В 1902 году участвовал в организации выставки изучения природы в Лондоне.
С 1860 по 1865 и с 1869 по 1874 год Иошуа Герлинг Фитч входил в состав экзаменационной комиссии Лондонского университета по английскому языку и истории. В 1875 году был введён в совет университета и в 1900 году сделан его почётным сотрудником. 
В 1888 году выезжал в США, где занимался изучением американской системы образования. Был сторонником развития женского образования, в 1866 году стал одним из основателей Североанглийского совета по женскому высшему образованию, в 1867 году основал женский колледж в Хитчине и в 1874 году Гиртонский колледж в Кембридже. В 1874 году принимал активное участие в создании общества по устройству дневных публичных школ для девочек, а в 1878 году во многом благодаря его усилиям был изменён устав Кембриджского университета, дававший женщинам равные права с мужчинами на получение образования в этом заведении. В 1888 году стал почётным доктором права, в 1889 году — кавалером ордена Почётного легиона от французского правительства за помощь французским педагогам, обучающимся в Англии, в 1896 году был посвящён в рыцари.
Главные работы: «Lectures on teaching at Cambridge» (1881); «The science of arithmetic»; «Notes on American schools and colleges» (1890).